# Hildegardia erythrosiphon
Hildegardia erythrosiphon là một loài thực vật có hoa trong họ Cẩm quỳ. Loài này được (Baill.) Kosterm. mô tả khoa học đầu tiên năm 1954.